# Shō Jun (1873)
Shō Jun (尚順 (Thượng Thuận)  2 tháng 5, 1873–17 tháng 6, 1945) là một vị vương tử của vương quốc Lưu Cầu, ông là con trai thứ tư của Shō Tai, vị vua cuối cùng của vương quốc. Ông đóng một vai trò chính trong việc thành lập nhiều thể chế tại Okinawa trong thế kỷ 20, bao gồm cả báo Ryūkyū Shimpō, Ngân hàng Okinawa, nhà hát Taishō Gekijō, và một nhà máy đóng hộp, và là một nhân vật chính trong cả hai giới chính trị và đầu tư Nhật Bản đương thời.
Sau khi bãi bỏ vương quốc Lưu Cầu vào năm 1879, Shō Jun, cũng với các thành viên khác của vương tộc trở thành một quý tộc trong hệ thống kazoku (hòa tộc). Phụ thân của ông, tức vua Shō Tai, trở thành hầu tước (侯爵 kōshaku); và sau khi ông mất 1901, người anh trai cả của Shō Jun là Shō Ten kế thừa tước hiệu này. Sau khi mãn hạn tang, gia tộc Shō đã từ bỏ các phong tục chính thức của vương tộc Lưu Cầu và tiếp nhận văn hóa và phong tục của quý tộc Nhật Bản.
Shō Jun được bầu vào Quý tộc viện của Quốc hội Nhật Bản vào năm 1904, phục vụ trong hai nhiệm kỳ. Sau khi từ chức, ông nắm quyền quản lý tài chính và các vấn đề chính thức khác của gia tộc Shō.
Trong những năm cuối đời, ông quản lý đồn điền Tōbaru ở Shuri, và lập nên một khu vườn thực vật nhiệt đới Gogayama tại Nakijin. Ông được biết đến như là một người đàn ông của văn hóa và tinh tế trong nhiều lĩnh vực quan tâm, cũng như thư pháp.
Shō Jun bị giết chết trong trận Okinawa năm 1945.